# Localitzador persistent uniforme per a recursos
Un localitzador persistent uniforme per a recursos (en anglès, PURL, que són les sigles de Persistent Uniform Resource Locator) és un tipus de localitzador uniforme de recursos (URL en anglès) que se sol usar per a referenciar un determinat recurs que canvia de direcció al llarg del temps des d'una mateixa direcció.
Les PURLs redirigeixen a clients HTTP mitjançant Codis d'estat HTTP. Les PURLs s'utilitzen per a tractar el procés de resolució de direcció URL, així resoldre el problema de URIs transitòries en esquemes de localització URIs com a HTTP. Tècnicament la cadena resolució en PURL és com una resolució SEF URL.
El concepte PURL va ser desenvolupat per OCLC l'any 1995 i es va implementar mitjançant un llançament bifurcat d'Apatxe HTTP Server pre-1.0. El programari va ser modernitzat i ampliat el 2007 per Zepheira (una consultoria de programari) sota un contracte amb OCLC i el lloc web oficial es va traslladar a purlz.org (la 'Z' prové el nom de Zepheira i va ser usat per a diferenciar el lloc PURL programari de codi obert de la resolució PURL operada per OCLC).
Els números de versió de PURL poden considerar-se confusos. OCLC va llançar les versions 1 i 2 de l'arbre de codi font basades en Apatxe, inicialment el 1999 sota llicència de recerca pública 1.0 OCLC (OCLC Research Public License 1.0) i posteriorment sota la versió 2.0 ({{format ref}} http://opensource.org/licenses/oclc2). Zepheira havia llançat PURLz 1.0 en 2007 sota llicència Apatxe, versió 2.0.
La implementació més recent de PURLs, PURLz 2.0, està actualment en fase beta i també està disponible sota llicència Apatxe, versió 2.0.
El resolvedor més antic de PURL HTTP ha estat operat per OCLC des de 1995 i s'arriba com oclc.org així com purl.org, purl.net, i purl.com. Altres resolucions PURL notables inclouen la US Government Printing Office ({{format ref}} http://purl.fdlp.gov), que és operat pel programa Federal Depository Library Program i ha estat en funcionament des de 1997.
Les versions actuals del programari PURL són compatibles amb Talis.